# Coupe de Guinée de football 2018
Navigation
Coupe de Guinée 2019
La Coupe de Guinée de football 2018 est la 59e édition de cette compétition. 
Le vainqueur de la Coupe de Guinée se qualifie pour disputer la phase éliminatoire de la Coupe de Confédération de la CAF 2019 et pour la Supercoupe de Guinée de football.
Le Hafia FC est le tenant du titre.

## Les Clubs participants
Les équipes participants évoluent en première division ,deuxième division et national .

## Compétition

### Seizième de finale
Les deux équipes sont exemptées du seizième de finale :
- Horoya AC
- Hafia FC

| Équipe 1                | Résultat       | Équipe 2             |
| ----------------------- | -------------- | -------------------- |
| Bassikolo               | 0 - 2          | Espérance de Coléah  |
| Satellite FC            | -              | Flamme Olympique     |
| FC Séquence             | 0-0 (3-4 tab)  | CO Coyah             |
| TED Afrique             | -              | Atlético de Coléah   |
| AS Baté Nafadji         | -              | Santoba FC           |
| Flamme Olympique        | -              | AS Kaloum            |
| ASFAG                   | 2 - 0          | Gangan FC            |
| Loubha FC               | -              | Olympique de Conakry |
| Soya Star de Labé       | 0 -1           | Wawa AC de Kindia    |
| Alu Star                | -              | Espoirs de Labé      |
| Bafila FC               | 2 -2 (4-3 tab) | Soumba FC            |
| Lélou FC                | 3 - 2          | Fello Star           |
| AS Mineurs de Sangarédi | -              | Élephants de Filima  |
| RCC Kamsar              | 2-1            | Éléphant de Coléah   |
| AS Ratoma               | 0 -2           | Renaissance FC       |
| CI Kamsar               | 1- 3           | Wakrya AC            |
| Simandou FC             | -              | Sankaran FC          |
| Yomou FC                | -              | Manden FC            |
| Niandan FC              | 1- 2           | Milo FC              |
| Uni club de Kankan      | 0-0 (5-4 tab)  | SAG                  |